# Epilachna varivestis

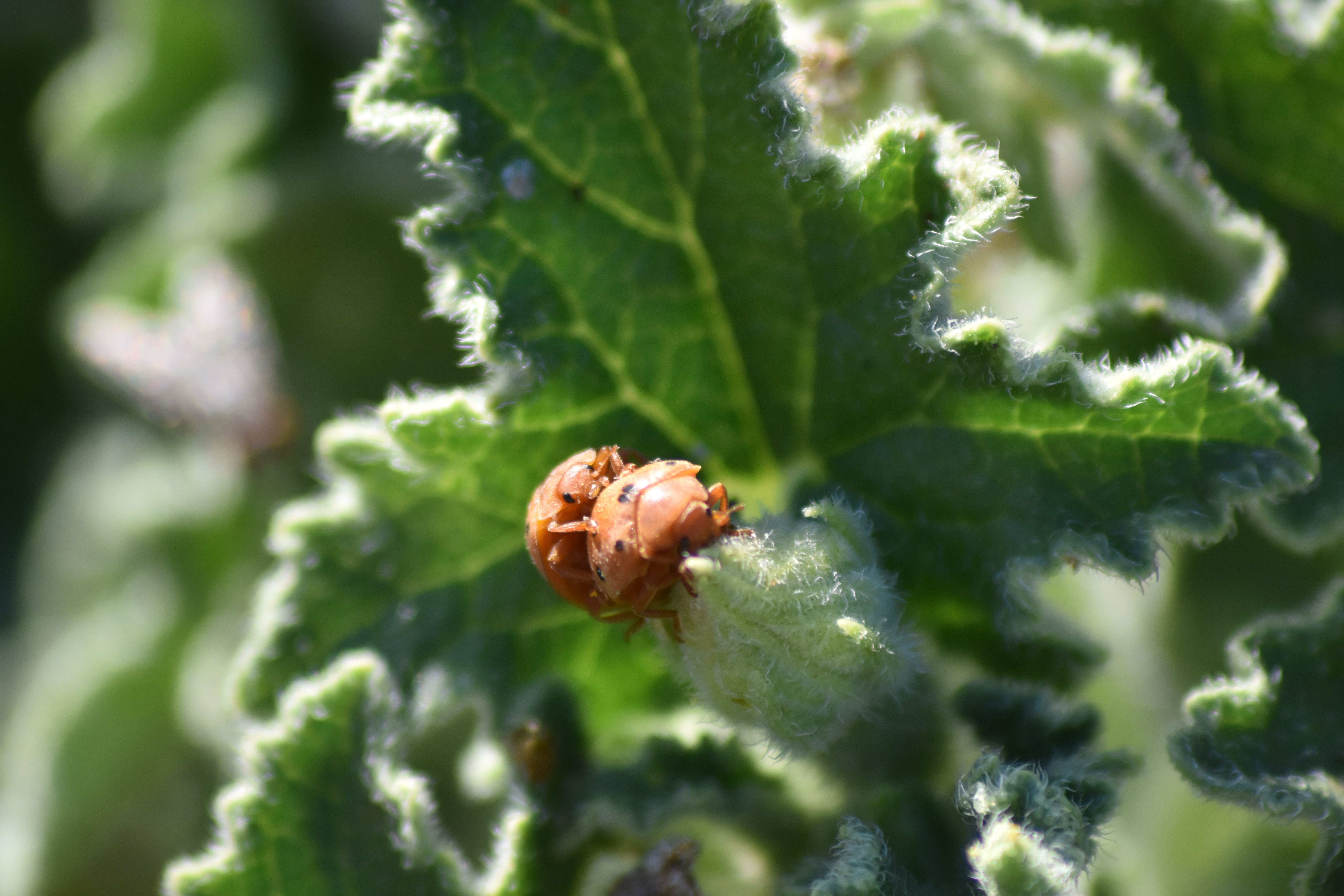
Due esemplari di Epilachna varivestis durante l'accoppiamento, su una foglia di Ecballium elaterium

Lo scarabeo del fagiolo messicano (Epilachna varivestis Mulsant, 1850) è un coleottero della famiglia Coccinellidae.
Nocivo per lʼagricoltura, è uno dei pochi coleotteri americani che si nutrono di piante anziché di altri insetti. Si trova in tutto il Messico e negli Stati Uniti orientali, e predilige le aree più umide e più fortemente irrigate a ovest delle Montagne Rocciose. Non tollera condizioni climatiche eccessivamente secche.

## Identificazione

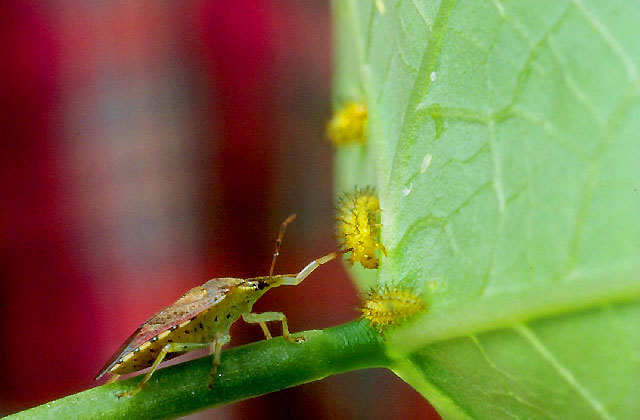
Cimice asiatica incuriosita da larve di Epilachna varivestis

Gli adulti sono simili nell'aspetto alle altre coccinelle: di forma ovale, lunghi circa 6-7 millimetri e con otto macchie nere su ciascuna delle elitre. Il colore degli adulti è abbastanza variabile, dal rosso brillante al marrone ruggine, passando per il giallo dorato.
Le uova sono gialle, lunghe circa 1,3 millimetri e applicate l'una all'altra in grappoli che arrivano a contare fino a settantacinque unità, aggrappati alla pagina inferiore delle foglie delle piante parassitate.
Le larve sono generalmente gialle, oblunghe e ricoperte da una pungente peluria. Ogni larva è lunga circa 1,6 millimetri alla schiusa, e cresce fino a circa un centimetro prima di impuparsi.

## Distribuzione
Lo scarabeo del fagiolo messicano è presente prevalentemente nelle aree orientali di Stati Uniti e Messico. Si può trovare a sud fino al Guatemala e a nord nel Canada meridionale o nel New England.
Lo scarabeo del fagiolo messicano è probabilmente originario della regione dell'altopiano meridionale del Messico. La sua presenza in un'area è strettamente correlata a umidità e precipitazioni.
Non provoca danni significativi alle colture in Guatemala e Messico, ma può abbondare problematicamente nelle aree rurali isolate degli Stati Uniti.

## Alimentazione

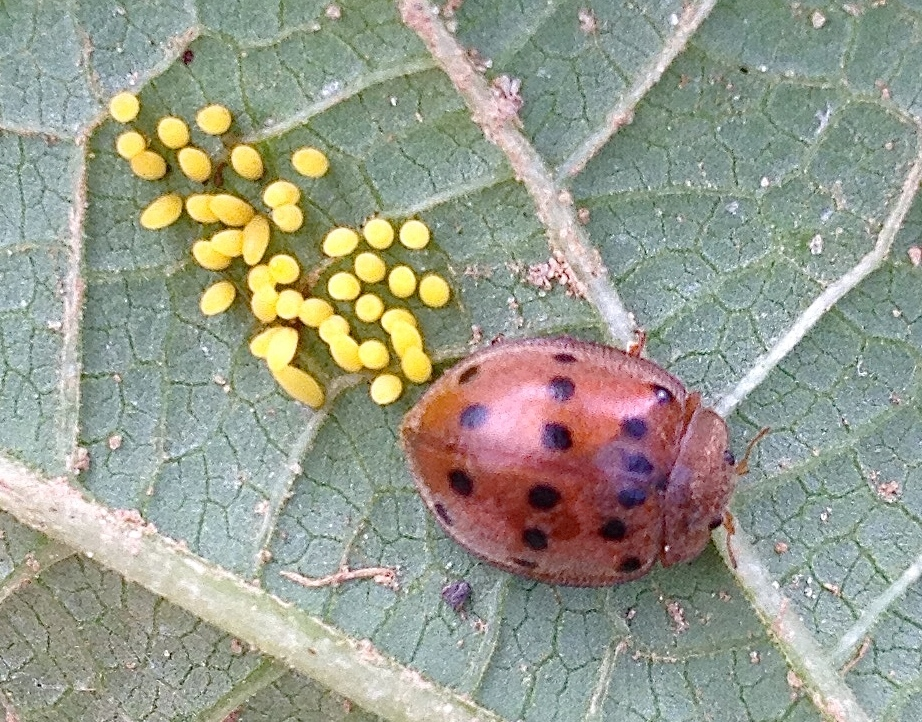
Femmina intenta alla deposizione, fotografata dal basso: le uova vengono applicate alla pagina inferiore della foglia e fra di loro, fino a formare un grappolo

Sia gli adulti che le larve si nutrono di foglie, fiori o baccelli di fagioli e altri legumi (da cui il nome).
Lo scarabeo del fagiolo messicano può essere rinvenuto su una grande varietà di piante di fagioli, tra cui fagiolo comune, fagiolo boschetto, fagiolo di Lima, fagiolo dall'occhio, adzuki, fagiolo mung e soia. Consuma volentieri anche erba medica e trifogli vari.
Gli adulti possono arrivare a mangiare anche i frutti e i fiori delle piante, ma generalmente preferiscono le foglie.
Il danno più evidente causato dalla loro alimentazione è la "scheletrizzazione" dei vegetali infestati, dal momento che i coleotteri si nutrono del parenchima delle foglie attigendolo dal lato inferiore, lasciando intatta l'epidermide superiore ma determinando comunque la morte della foglia e il conseguente rinsecchimento della pianta.
Le larve in genere fanno molto più danno degli adulti.

## Ciclo vitale
Gli adulti emergono dallo stato di quiescenza nella tarda primavera, e ogni femmina depone diverse centinaia di uova in gruppi da 50 a 75, che aggrappa alle foglie delle piante di fagiolo. Le larve sono voraci consumatrici e possono infliggere gravi danni a un campo di piante di fagioli durante un'infestazione. Dopo alcune settimane di alimentazione, le larve si impupano in gruppi, sempre sotto le foglie. Svernano da adulti e spesso percorrono lunghe distanze per trovare nuovi campi.

## Controllo

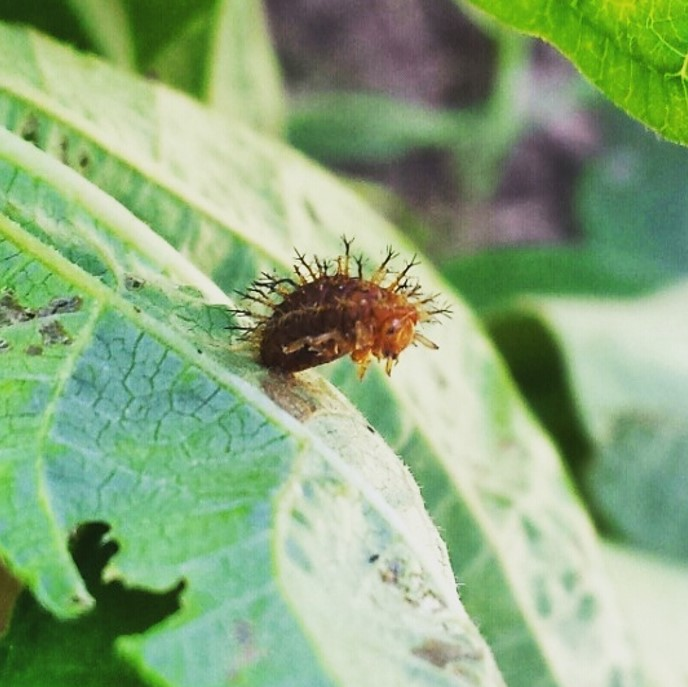
Larva di epilachna varivestis parassitata da pediobius foveolatus

La vespa parassitoide Pediobius foveolatus può essere efficacemente impiegata come agente di lotta biologica per contrastare la dannosa espansione del coleottero messicano.
Anche gli insetticidi vengono comunemente usati nelle piantagioni dove il coleottero messicano è un parassita frequente. Alcuni di questi insetticidi, tuttavia, non persistono nella pianta abbastanza a lungo da proteggere la pianta dalle generazioni di parassiti sviluppatesi immediatamente dopo l'irrorazione.
La semina ritardata o la strategia delle colture trappola (colture selezionate per distrarre i parassiti dalle colture interessate) possono a loro volta ridurre l'insorgenza di popolazioni significative.